# Sakanaction
Sakanaction (яп. サカナクション) — японський рок-гурт, який почав свою кар'єру в 2005-му році. Стиль, в якому грає група визначити досить складно, а знайти аналог їх музиці на японській і світовій сцені ще важче. Їх незвичайний денс-стиль більше підходить під атмосферу домашніх вечірок, ніж традиційних клубів, тому її можна віднести до Party Kei.
Група почала свою кар'єру в недалекому 2005-му році, коли гітарист Мотохару Івадера запросив до себе в гітарний дует Ічіро Ямагучі. Пізніше, коли їх гітарний дует став набирати все більшої популярності, до групи приєдналися ще три музиканта: Амі Кусакарі, Емі Оказаки і Кейіті Едзіма.
Назва групи була придумана вокалістом Ічіро Ямагучі і складається з двох слів: Sakana (риба) і дії (дія). Відповідно символ групи: швидко пливе у воді риба. І це ще один приклад того, що як корабель назвеш, так він і попливе. За свою недовгу кар'єру група вже встигла випустити 4 альбому, кілька синґлів і побувати в гарячій десятці таких Японських чартів як Японія Hot 100 і Oricon.

## Учасники гурту
- Ічіро Ямагучі (вокал, гітара)
- Мотохару Івадера (гітара)
- Амі Кусакарі (бас)
- Емі Окадзакі (клавішні)
- Кейіті Едзіма (ударні)